# 中国共产党第十七届中央纪律检查委员会
中国共产党第十七届中央纪律检查委员会由中国共产党第十七次全国代表大会于2007年10月14日选举产生，委员127名。

## 常务委员会委员
- 书记：贺国强
- 副书记：何勇、张惠新、马馼（女）、孙忠同、干以胜、张毅、黄树贤、李玉赋
- 常务委员会委员（按姓氏笔画为序）：干以胜、马馼（女）、王伟、令狐安、孙忠同、杜学芳（女）、李玉赋、吴玉良、吴毓萍（女）、邱学强、何勇、张军、张毅、张纪南、张惠新、屈万祥、贺国强、黄树贤、蔡继华[1]

## 委员
2007年10月14日，中共十七大选举产生第十七届中央纪律检查委员会委员127名，按姓氏笔画为序：
干以胜、于起龙、马馼（女）、马志鹏、王伟、王勇、王为璐、王正福（苗族）、王立英（女）、王华元、王华庆、王寿祥、王志刚、王忠民、王和民、王俊莲（女）、王洪章、王冠中、王莉莉（女）、支树平、仁青加（藏族）、仇保兴、勾清明、巴特尔（蒙古族）、邓天生、叶青纯、田力普、令狐安、冯寿淼、冯敏刚、年福纯、朱明国（黎族）、朱保成、刘玉亭、刘亚洲、刘建华（女）、刘春良、刘晓榕、安立敏（女）、许云昭、许达哲、孙忠同、孙宝树、孙思敬、杜鹃（女）、杜学芳（女）、杜恒岩、李刚、李熙、李小雪、李玉赋、李立国、李汉柏（白族）、李延芝（女）、李金章、李法泉、李适时、李洪峰、李清印、杨士秋、杨传升、杨利民、杨建亭、吴玉良、吴毓萍（女）、邱学强、何平、何勇、沈德咏、宋育英（女）、张军、张毅、张汝成、张纪南、张建平、张研农、张铁健、张惠新、陈希、陈文清、陈训秋、陈际瓦（女）、陈新权、陈冀平、邵明立、邵琪伟、范印华、欧泽高（藏族）、尚勇、金书波、金道铭（满族）、周英（女）、屈万祥、项宗西、赵铁锤、胡玉敏（女）、段录定、祝春林、姚增科、贺邦靖（女，白族）、贺国强、袁贵仁、徐斌、徐天亮、徐敬业、奚国华、高武生、郭永平、郭炎炎、黄作兴、黄树贤、黄殿中、曹康泰、符强、董君舒、蒋文兰（女）、傅成玉、傅雯娟（女）、谢伏瞻、解学智、解振华、蔡继华、臧胜业、臧献甫、雒树刚、翟小衡、魏家福

### 人员变动
- 2009年8月，王华元因严重违纪违法，中央决定给予其开除党籍、开除公职处分。[3]